# Miasto Krapina
Miasto Krapina (chorw. Grad Krapina) – jednostka administracyjna w Chorwacji, w żupanii krapińsko-zagorskiej. W 2011 roku liczyła 12 480 mieszkańców.